# Bruno Ruffo
Bruno Ruffo (9 de diciembre de 1920, Verona, Italia - Verona, Italia, 10 de febrero de 2007) fue un piloto de motociclismo italiano. Fue tricampón mundial de motociclismo, dos veces en la categoría de 250cc en 1949 y 1951, y en la categoría de 125cc en 1950.
En 1949 ganó el Mundial inaugural de 250cc corriendo para la fábrica italiana Moto Guzzi. Durante la temporada de 1950, a Ruffo le molestó que Moto Guzzi le dio instrucciones para dejar que su compañero de equipo ganara el campeonato de ese año, mientras que él terminó tercero. Ese mismo año, Ruffo montó en una Mondial y consiguió el Campeonato Mundial de 125cc. En 1951, una vez consuguido el campeonato del mundo de 250 cc con dos victorias. Ruffo se retiró en 1952 después de un accidente y abrió un negocio de alquiler de vehículos con éxito en Verona. Murió a los 86 años de edad.

## Resultados en el Campeonato del Mundo de Motociclismo
Sistema de puntuación en 1949:
| Posición | 1.º | 2.º | 3.º | 4.º | 5.º | Vuelta rápida |
| Puntos   | 10  | 8   | 7   | 6   | 5   | 1             |

Sistema de puntuación desde 1950 hasta 1968:
| Posición | 1.º | 2.º | 3.º | 4.º | 5.º | 6.º |
| Puntos   | 8   | 6   | 4   | 3   | 2   | 1   |

(carreras en cursiva indica vuelta rápida)
| Año  | Clase | Equipo     | 1       | 2     | 3     | 4       | 5       | 6     | 7     | 8     | Pts. | Pos. | Victorias |
| ---- | ----- | ---------- | ------- | ----- | ----- | ------- | ------- | ----- | ----- | ----- | ---- | ---- | --------- |
| 1949 | 250cc | Moto Guzzi | IOM -   | SUI 1 | ULS 2 | NAT 4   |         |       |       |       | 24   | 1.º  | 1         |
| 1950 | 125cc | Mondial    |         | NED 1 |       | ULS 2   | NAT 4   |       |       |       | 17   | 1.º  | 1         |
| 1950 | 250cc | Moto Guzzi | IOM -   |       | SUI 2 | ULS -   | NAT -   |       |       |       | 6    | 3.º  | 0         |
| 1951 | 250cc | Moto Guzzi | ESP -   | SUI 2 | IOM - | BEL -   |         | FRA 1 | ULS 1 | NAT 3 | 22   | 1.º  | 2         |
| 1951 | 500cc | Moto Guzzi | ESP -   | SUI - | IOM - | BEL -   | NED Ret | FRA - | ULS - | NAT 5 | 2    | 19.º | 0         |
| 1952 | 250cc | Moto Guzzi | SUI Ret | IOM 6 | NED 2 | GER Ret | ULS -   | NAT - |       |       | 7    | 6.º  | 0         |